# Kristijan Jakić
Kristijan Jakić (ur. 14 maja 1997 w Splicie) – chorwacki piłkarz występujący na pozycji pomocnika w niemieckim klubie Eintracht Frankfurt. Wychowanek NK Imotski, w trakcie swojej kariery grał także w takich zespołach jak RNK Split, Lokomotiva, Istra 1961 oraz Dinamo Zagrzeb. Młodzieżowy reprezentant Chorwacji.